# Strussøya
Strussøya est une île norvégienne du comté de Hordaland appartenant administrativement à Bømlo.

## Description
Rocheuse et couverte d'arbres, elle s'étend sur environ 1,1 km de longueur pour une largeur approximative de 519 m. Elle est traversée par la roue Hiskavegen.